# Bas (cognom)
Bas (llatí: Bassus) va ser un cognomen romà. Trobem cònsols amb aquest cognom durant el regnat de Valerià els anys 258 i 259. Un d'ells és Pomponi Bas, que va viure en temps de Claudi II el Gòtic.
Alguns noms representatius són:
- Anici Auqueni Bas, prefecte urbà, segle IV
- Anici Auqueni Bas, cònsol el 408
- Anici Auqueni Bas, cònsol el 431

- Publi Aufidi Bas, historiador del temps de l'emperador Tiberi.

- Quint Cecili Bas (Quintus Caecilus Bassus), magistrat romà, governador rebel de Síria
- Bas, metge, potser Juli o Tul·li de nom
- Pomponi Bas I, cònsol romà el 211
- Pomponi Bas II, cònsol romà el 271 (i potser el 259)
- Gavi Bas, gramàtic
- Cessi Bas, gramàtic
- Cessi Bas, poeta del segle I
- Juli Bas (orador), orador
- Lucili Bas (Lucilius Bassus), militar romà
- Mummi Bas, cònsol el 258
- Saleu Bas, poeta del segle I
- Cassià Bas o Bas Escolàstic, va viure en temps de l'emperador Constantí VII Porfirogènit